# Howell Cobb (1772-1818)
Howell Cobb (Contea di Granville, 3 agosto 1772 – Louisville, 26 maggio 1818) è stato un politico statunitense.

## Biografia
Nativo della Carolina del Nord, si trasferì in giovane età in Georgia e vi fondò la piantagione di Cherry Hill, presso Louisville, dove si sarebbe trasferito anche il resto della famiglia. Dal 1793 al 1806 servì nell'esercito statunitense, raggiungendo il grado di capitano di artiglieria.
Il 31 gennaio 1806 si dimise dall'esercito per impegnarsi in politica, venendo eletto l'anno successivo alla Camera dei Rappresentanti. Nel 1810 si sposò con Martha Rootes, con cui non ebbe figli. Rimase in carica fino allo scoppio della guerra del 1812, quando riprese il suo ruolo militare per combattere i britannici. Dopo breve tempo comunque poté ritornare in Georgia, passando gli ultimi anni ad amministrare la sua piantagione, dove morì nel 1818 per un malanno improvviso.
Il nipote omonimo Howell Cobb avrebbe seguito le orme dello zio, diventando a sua volta un influente politico statunitense.